# بيتر سلاتر (مصور)
بيتر سلاتر (بالإنجليزية: Peter Slater)‏ هو مصور وعالم طيور أسترالي، ولد في 1932.